# カーリチェ・アル・コルノヴィーリオ
カーリチェ・アル・コルノヴィーリオ（伊: Calice al Cornoviglio）は、イタリア共和国リグーリア州ラ・スペツィア県にある、人口約1,100人の基礎自治体（コムーネ）。

## 地理

### 位置・広がり
ラ・スペツィア県東部に所在する。

#### 隣接コムーネ
隣接するコムーネは以下の通り。括弧内のMSはマッサ＝カッラーラ県所属を示す。
- ベヴェリーノ
- フォッロ
- ムラッツォ (MS)
- ポデンツァーナ (MS)
- ロッケッタ・ディ・ヴァーラ
- トレザーナ (MS)

### 地震分類
イタリアの地震リスク階級 (it) では、2 に分類される
。

## 行政

### 分離集落
カーリチェ・アル・コルノヴィーリオには、以下の分離集落（フラツィオーネ）がある。
- Borseda, Bruscarolo, Castello di Calice (sede comunale), Madrignano, Santa Maria, Usurana